# Chung kết Cúp bóng đá châu Đại Dương 1998
Chung kết Cúp bóng đá châu Đại Dương 1989 là trận đấu cuối cùng của Cúp bóng đá châu Đại Dương 1998. Trận đấu dược diễn ra vào ngày 4 tháng 10 ở Brisbane giữa hai đội Úc và New Zealand. New Zealand giành chiến thắng với tỷ số 1–0 nhờ bàn thắng của Mark Burton ở phút thứ 24. New Zealand giành vé tham dự Cúp Liên đoàn các châu lục 1999 với tư cách đại diện của OFC.

## Trận đấu

### Chi tiết
| Úc | 0–1      | New Zealand   |
| -- | -------- | ------------- |
|    | Chi tiết | M. Burton 24' |

| Úc | New Zealand |

|                         |    |                          |  |
|                         |    |                          |  |
| GK                      | 1  | Jason Petkovic           |  |
| RB                      | 2  | Alex Tobin (c) 60'       |  |
| CB                      | 3  | Mark Babic               |  |
| CB                      | 4  | Simon Colosimo           |  |
| LB                      | 5  | Alvin Ceccoli            |  |
| MF                      | 6  | Kasey Wehrman            |  |
| MF                      | 7  | Goran Lozanovski 46'     |  |
| MF                      | 8  | Troy Halpin 62'          |  |
| MF                      | 9  | Brad Maloney             |  |
| ST                      | 10 | Paul Trimboli            |  |
| ST                      | 11 | Damian Mori              |  |
| Vào thay người:         |    |                          |  |
| MF                      | 12 | Scott Chipperfield 46'   |  |
| RB                      | 13 | Dominic Longo 60'        |  |
| ST                      | 14 | Kris Trajanovski 62' 90' |  |
| Huấn luyện viên trưởng: |    |                          |  |
| Raul Blanco             |    |                          |  |

|                         |    |                   |  |
|                         |    |                   |  |
| GK                      | 1  | Jason Batty (c)   |  |
| RB                      | 2  | Chris Zoricich    |  |
| CB                      | 3  | Sean Douglas 85'  |  |
| CB                      | 4  | Gavin Wilkinson   |  |
| LB                      | 5  | Danny Hay         |  |
| MF                      | 6  | Mark Atkinson     |  |
| MF                      | 7  | Harry Ngata 74'   |  |
| MF                      | 8  | Chris Jackson     |  |
| MF                      | 9  | Aaran Lines       |  |
| MF                      | 10 | Mark Burton       |  |
| ST                      | 11 | Vaughan Coveny    |  |
| Vào thay người:         |    |                   |  |
| CB                      | 12 | Che Bunce 74'     |  |
| CB                      | 13 | Ivan Vicelich 85' |  |
| Huấn luyện viên trưởng: |    |                   |  |
| Ken Dugdale             |    |                   |  |